# Hyundai Genesis Coupé
La Hyundai Genesis Coupé è una coupé sportiva prodotta dalla casa automobilistica coreana Hyundai Motor Company a partire dal 2009 ed importata in Europa da gennaio 2011. Il modello deriva dalla grande berlina Hyundai Genesis introdotta nel 2008 ed utilizza la medesima piattaforma accorciata a trazione posteriore comune anche al modello Equus presentato nel corso del 2009. La produzione è cessata nel 2016.

## I primi prototipi e l'evoluzione

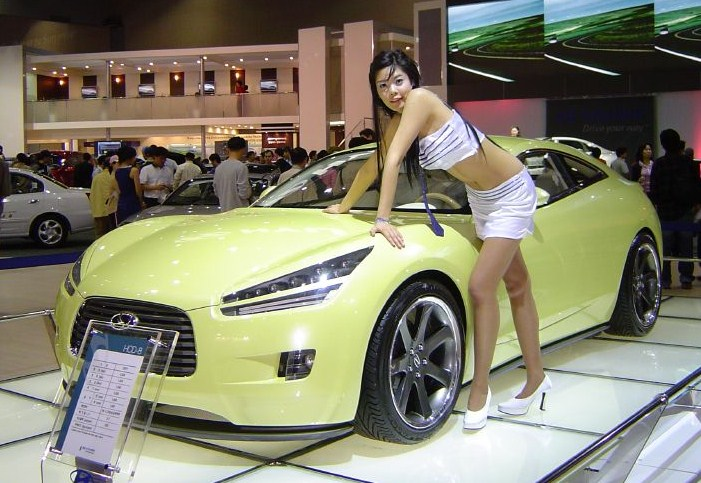
La Hyundai HCD-8

La progettazione di un'autovettura sportiva marchiata Hyundai inizia già nel 2004; i tecnici coreani iniziarono ad elaborare un modello con carrozzeria coupé che fosse ben più grande della Tiburon e che potesse posizionarsi sul mercato come una diretta concorrente delle BMW Serie 3 Coupé e Mercedes-Benz CLK. La Genesis Coupe all'interno dell'azienda Hyundai Motor è nota come Progetto BH.
Un primo concept car venne esposto nello stesso anno in cui partirono gli studi al Salone dell'auto di Detroit. La HCD-8 definita come una gran turismo anticipava tratti della linea di quella che sarà la versione definitiva, infatti la fanaleria posteriore e l'andamento della vetratura laterale ha subito solo una leggera evoluzione. La carrozzeria verniciata in un giallo crema disponeva di fari a tecnologia luminosa Led mentre il motore V6 era un 2,7 litri alimentato a benzina facente parte della famiglia motoristica δ Delta che trasmette la potenza al retrotreno; di conseguenza la trazione della vettura sfrutta le ruote motrici posteriori. Gli interni invece di una tonalità leggermente più chiara rispetto alla carrozzeria hanno contribuito ad una netta anticipazione di quello che sarà la versione di produzione.

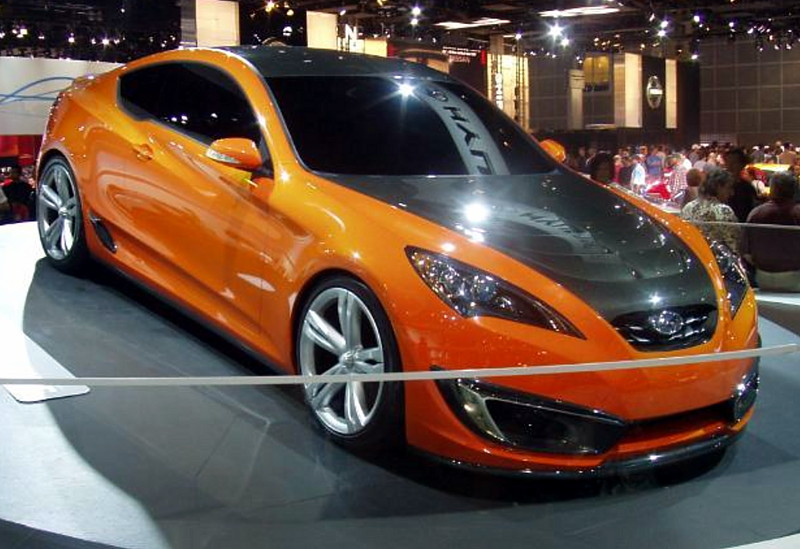
Il prototipo esposto nel 2007

Un secondo prototipo risale all'edizione 2006 del Salone di Detroit. L'HCD-9 Talus è un veicolo che sfrutta la stessa piattaforma a trazione posteriore della HCD-8 che però ha subito modifiche strutturali e nella geometria delle sospensioni. Incrementata l'altezza da terra per adattarsi alla carrozzeria di tipo Crossover SUV che svela un buon 60% dell'auto definitiva. Il prototipo è lungo 4.667 mm, largo 1.932 mm, alto 1.578 mm e possiede unn passo di 2.800 mm. Dispone di quattro porte di cui le posteriori apribili contro vento (simili alla Mazda RX-8). Il motore adottata era il nuovo 4.6 V8 τ Tau da 381 CV che sarà utilizzato solo nel 2008 dalla versione berlina della Genesis.
Nel 2007 al Salone dell'automobile di Los Angeles la Hyundai annuncia ufficialmente la produzione del modello definitivo per la fine del 2008 e l'inizio del 2009. La Hyundai Motor America per l'occasione espone il prototipo semi-definitivo che svela il 97% della vettura. Caratterizzata dall'estetica stile tuning presenta la carrozzeria verniciata di colore arancio, cofano anteriore in carbonio e motore 3.8 V6 Λ Lambda capace di circa 300 cavalli abbinato ad un cambio manuale a 6 rapporti e alla trazione ovviamente posteriore. La Coupe Concept oltre al differenziale a slittamento limitato e all'impianto frenante a 4 dischi ventilati presenta i doppi terminali di scarico cromati, nervature nel sottoporta e cerchi in lega da 20".

## Il modello definitivo

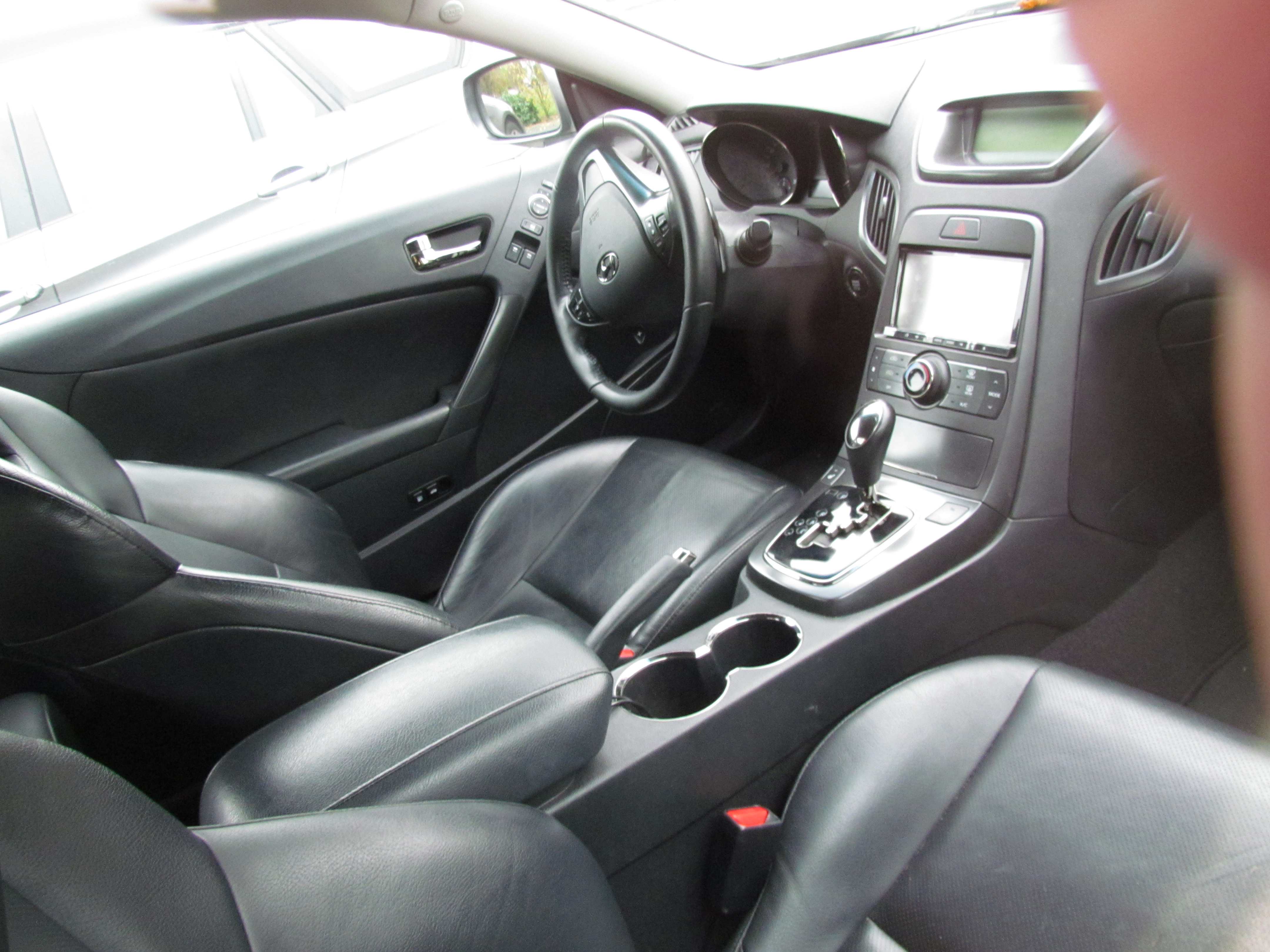
Interni

La versione di serie viene esposta al Salone dell'automobile di New York nel 2008 in due versioni entrambe equipaggiate con il 3.8 V6 Λ Lambda: la prima di una colorazione grigio metallizzato e la seconda in rosso. Al Busan Internation Motor Show del 2008 (in Corea) la Hyundai riespone la Genesis Coupe in una versione speciale denominata 380GT caratterizzata dalla colorazione lime metallizzato e dal motore 3.8. In seguito al grande successo riscosso in America e in Corea il modello è stato esposto anche in Europa al Salone di Ginevra del 2009 suscitando molto interesse. Per l'occasione la Hyundai ha annunciato la commercializzazione anche in Europa, riservata però ai soli mercati principali di vetture sportive come la Germania e l'Inghilterra. Secondo le previsioni della casa madre la Genesis Coupe dovrebbe essere importata in Europa in circa 1.000 esemplari annui con il solo motore 2.0 Turbo.
La Genesis Coupe la si può considerare come un'auto che condivide con la sola Genesis Sedan oltre alla denominazione la piattaforma di base a trazione posteriore. La carrozzeria oltre ad essere più bassa e filante è stata accorciata a 4,63 metri e il passo misura 2,82 metri. La linea presenta numerose curve e linee rette, nervature nel sottoporta e paraurti sporgenti. Le minigonne laterali e lo spoiler frontale posizionato al di sotto del paraurti anteriore donano alla Genesis Coupe un design molto sportivo e piacevole.
La vetratura laterale a doppio livello termina con il finestrino posteriore di forma triangolare con la base curva, la fanaleria anteriore e la calandra di piccole dimensioni è stata studiata per garantire un basso coefficiente aerodinamico in modo da incrementare le prestazioni e di ridurre i consumi e le emissioni inquinanti. Il cofano del bagagliaio posteriore può montare anche uno spoiler di dimensioni importanti che contribuisce ad un incremento della stabilità soprattutto in curva. Le frecce laterali di colore bianco sono integrate nei gusci degli specchi retrovisori.
Gli interni utilizzano una plancia specifica (totalmente differente dalla Genesis Sedan) ispirata nell'andamento delle curve a quella della HCD-8 concept car. Impianto multimediale centrale che ingloba il sistema di navigazione satellitare o il sistema audio Infinity (con supporti CD, MP3, iPod, USB ed Aux) con diffusori d'aria del climatizzatore posti ai lati della strumentazione centrale. La plancia dispone di plastiche morbide al tatto e di notevole cura nell'assemblaggio e nelle rifiniture. Disponibile l'interno anche in doppia colorazione: marroncino chiaro la zona superiore e nera la parte inferiore. La vettura viene omologata come una 2+2 posti a sedere grazie a due minipoltrone posteriori che garantiscono una comodità appena sufficiente.

## La dinamica
Il pianale presenta numerose differenze rispetto alla versione originale progettata per le grandi ammiraglie. Rivista la geometria delle sospensioni dove all'avantreno troviamo un raffinato e complesso sistema composta da MacPherson posizionati nella zona superiore e nella zona inferiore troviamo due bracci multipli (Bi-Link) che garantiscono una notevole tenuta di strada e stabilità. Il retrotreno dispone del Multilink a 5 bracci utilizzato anche dalle Genesis ed Equus seconda serie. Secondo i tecnici Hyundai l'assetto risulta più rigido del 24% rispetto a una BMW M3 E46, quest'ultima ritenuta dalla casa coreana una delle più sportive e prestazionali vetture del segmento. L'impianto frenante è curato dalla Brembo che utilizza quattro dischi autoventilati, da 320 mm all'anteriore e 314 mm al posteriore, con pinze specifiche a quattro pompanti verniciate di colore rosso.
La Genesis Coupe è equipaggiata inoltre di serie con ESC, ABS, TCS e BAS

## Motorizzazioni
Per la nuova Genesis Coupe la Hyundai ha realizzato un reparto di motorizzazioni completamente nuovo basato su due propulsori benzina di cui un 2.000 cm³ a 4 cilindri in linea con distribuzione bialbero DOHC a 4 valvole per cilindro, fasatura variabile continua delle valvole CVVT sull'albero a camme di aspirazione e sistema di aspirazione a geometria variabile VIS, facente parte della famiglia motoristica θ Theta II, e dotato di turbocompressore ed intercooler; ed un motore V6 da 3.800 cm³ della famiglia Λ Lambda, aspirato con distribuzione a 4 valvole per cilindro, doppia fasatura variabile continua delle valvole Dual-CVVT sia sull'albero a camme di aspirazione che su quello di scarico, ed il sistema di aspirazione a geometria variabile VIS.
Il motore 2.0 Turbo eroga 214 CV e permette alla Genesis Coupe uno 0-100 km/h contenuto in 7,0 secondi per toccare la velocità massima di 220 km/h. Il 3.8 V6 invece accelera da 0–100 km/h in 6,0 secondi e permette di toccare la velocità massima di 267 km/h grazie all'assenza di un limitatore elettronico. Il consumo medio dichiarato è pari a 12,8 km/l per il 2.0 litri e di 10,6 km/l per il 3.8 V6.
Il cambio per entrambi i propulsori è un manuale a 6 rapporti con frizione monodisco mentre tra gli optional è disponibile un automatico sequenziale ZF a 5 rapporti (abbinato al motore 2.0 Turbo) o 6 rapporti Shiftronic con paddle al volante e blocco del convertitore di coppia (abbinato al 3.8 V6).
La trazione è posteriore con opzionale un differenziale a slittamento limitato di tipo Torsen.
| Modello                  | Disponibilità | Motore                       | Cilindrata cm³ | Potenza         | Coppia massima          | 0–100 km/h (secondi) | Velocità max (Km/h) | Consumo medio (Km/l) |
| 2.0 Turbo 16V θ Theta II | dal debutto   | 4 cilindri in linea, Benzina | 1.975          | 157 kW (214 CV) | 299 N·m @2.000 giri/min | 7,0                  | 220                 | 12,8                 |
| 3.8 V6 24V Λ Lambda      | dal debutto   | 6 cilindri a V, Benzina      | 3.778          | 223 kW (303 CV) | 361 N·m @4.700 giri/min | 6,0                  | 267                 | 10,6                 |

## Il restyling del 2012

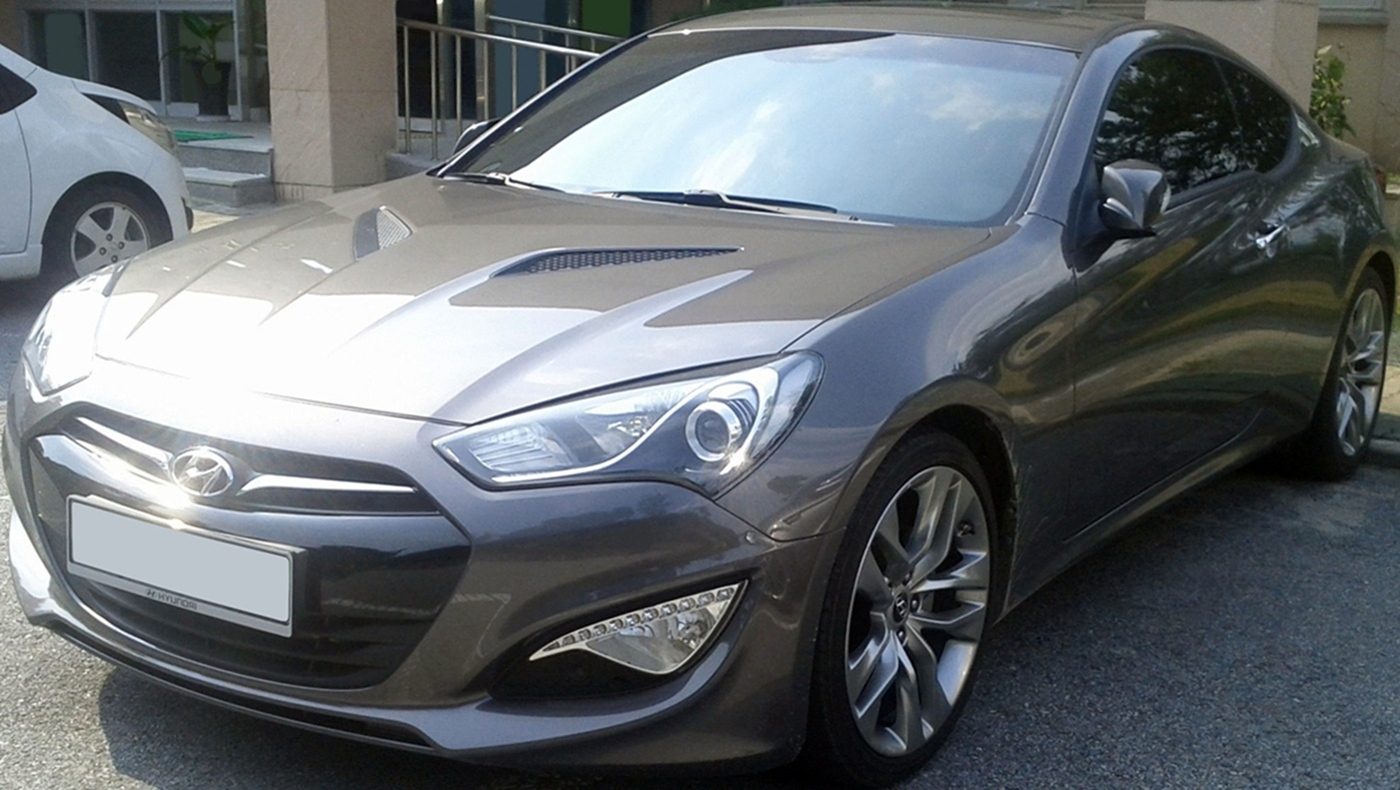
Una Hyundai Genesis Coupé ristilizzata

Il 9 gennaio 2012 è stata presentata al Salone dell'automobile di Detroit la nuova versione; il restyling estetico si basa sul design Fluidic della Hyundai Veloster, soprattutto al frontale.

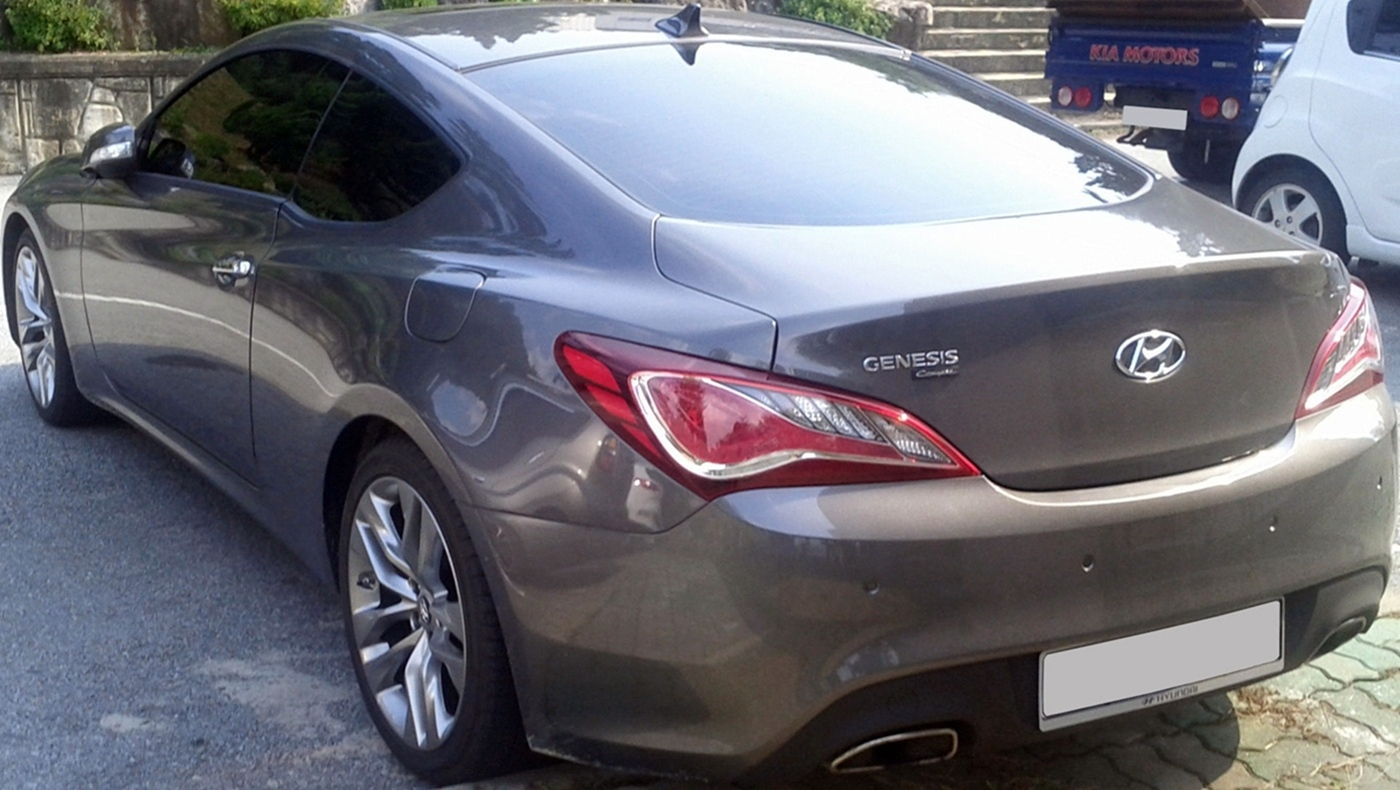
Vista posteriore

Il propulsore V6 3.8 Lambda aggiunge ai già presenti sistemi VIS e Dual-CVVT l'avanzato sistema di iniezione diretta GDI, che garantisce un incremento di 42 CV di potenza (+14% rispetto al precedente) ed una coppia motrice di 400 N·m (+11% rispetto al precedente). La potenza massima raggiunge così il valore di 348 CV a 6,400 giri, con la coppia massima di 400 N·m a 4,700 giri. Con questi valori, la Hyundai Genesis Coupe 3.8 V6 ottiene un rapporto peso-potenza di 10.0:1.
Il quattro cilindri 2.0 turbo, debuttato in questa nuova veste evoluta sul modello 2011 della Hyundai Sonata, beneficia di un nuovo turbocompressore twin-scroll da 18 psi di picco e di un nuovo intercooler dalle dimensioni maggiorate del 53% rispetto al precedente. Il nuovo turbocompressore è molto più efficace nello sfruttamento della pressione dei gas di scarico anche a bassi regimi, con il risultato di un'efficienza migliorata a temperature del motore inferiori al precedente single-scroll. Inoltre, il twin-scroll è molto più preciso nella sua azione, migliora la combustione, riduce il turbo-lag, contribuisce all'utilizzo di rapporti stechiometrici più elevati ed esercita una pressione più regolare ed uniforme sulle valvole, con il risultato di garantire simultaneamente più potenza ed efficienza a consumi ed emissioni più ridotti.
Oltre a ciò, questo propulsore beneficia per la prima volta del sistema di fasatura variabile Dual-CVVT su entrambi gli alberi a camme, sia in aspirazione che in scarico (il precedente montava il sistema CVVT solo sull'albero a camme di aspirazione). Oltre al sistema di aspirazione a geometria variabile VIS, già presente sulla precedente versione, anche su questo propulsore viene ora adottato, come sul 3.8, il nuovo sistema di iniezione diretta GDI.
Il risultato ottenuto è l'erogazione ora di 278 CV (+30% rispetto al precedente) e 365 N·m (+23% rispetto al precedente) a 2000 giri. Questo upgrade permette alla Hyundai Genesis Coupe 2.0T un rapporto peso-potenza di 12.3:1.
Entrambi i propulsori beneficiano di nuovi impianti di aspirazione e scarico progettati per fornire una sonorità all'altezza delle aspettative di una vera sportiva, inoltre il differenziale a slittamento limitato Torsen verrà inserito di serie sui modelli R-Spec e Track. Un'altra novità significativa è l'adozione della nuova trasmissione automatica Hyundai Shiftronic, con doppia frizione e paddle al volante, da 8 rapporti, che va a sostituire il 6 marce precedente. Rimane sempre disponibile il cambio manuale a 6 rapporti.
La distribuzione dei pesi sul nuovo modello è di 55:45 per la 2.0T, e 56:44 per la 3.8 V6. A livello di sospensioni, il nuovo modello presenta barre stabilizzatrici maggiorate, sospensioni irrigidite e regolazione manuale del camber. Gli allestimenti R-Spec e Track godranno di serie dell'impianto frenante Brembo a quattro pompanti con dischi ventilati da 340 mm all'anteriore e 330 mm al posteriore.

## La Genesis Coupé nelle competizioni

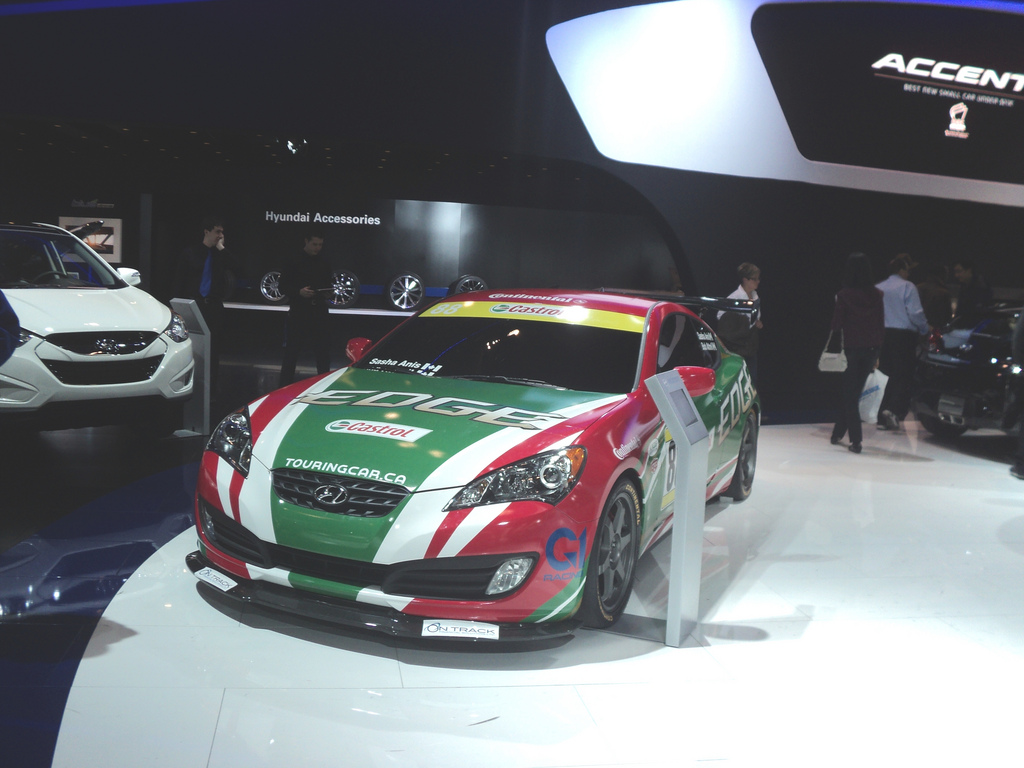
Una Hyundai Genesis Coupé da competizione

Nel 2009 la Hyundai annuncia ufficialmente l'utilizzo della Genesis Coupe alla competizione Pikes Peak International Hillclimb in Colorado con il pilota Rhys Millen. La vettura con la quale Rhys Millen intendeva partecipare alla gara nella classe Time Attack (derivate dalla produzione), era la medesima versione elaborata utilizzata nelle gare di drifting americane di Formula D (la Genesis Coupe D1) che montava all'inizio della stagione un propulsore derivato dal 3.5 Nissan VQ35 (in dotazione sulla Nissan 350Z) ulteriormente potenziato con l'aggiunta di un compressore volumetrico e capace di 550 CV e 734 N·m. Per la competizione, che cadeva in concomitanza con la seconda gara del campionato Formula D, venne ultimata la preparazione del 3.8 V6 Hyundai che, pur rimanendo ampiamente originale in molte componenti interne, vide un incremento della cilindrata, portata a 4.1 cm³, con l'aggiunta di un turbocompressore, per una potenza di 700 CV e una coppia massima di 948 N·m.
Il percorso di 19 km svolto in salita si compone di 156 curve a 1.439 metri di dislivello che la Genesis Coupé ha percorso in 12,09 minuti uscendone vincitrice nella categoria Time Attack 2-wheels-drive.
Nel 2012, sempre con Rhys Millen al volante, ha vinto la corsa per la prima volta disputata su un percorso interamente asfaltato, stabilendo il nuovo record di percorrenza con il tempo di 9.46.164.